# The Origin of the Feces
The Origin of the Feces —en español: El Origen de las Heces— es el segundo álbum de la banda Type O Negative, lanzado en 1992 por Roadrunner Records. El disco fue producido para que suene como si hubiera sido grabado en un show en vivo, mediante la adición de ruidos de multitud, bromas con un público ficticio e, incluso, una canción interrumpida por amenaza de bomba.

## El álbum
Algunas de las canciones son arreglos frescos de pistas que aparecieron en el álbum anterior. Muchos de los títulos de las canciones han sido modificados:
- «Unsuccessfully Coping With the Natural Beauty of Infidelity» pasa a llamarse «I Know You're Fucking Someone Else»;
- «Gravitational Constant: G = 6.67 × 10–8 cm-3kg-1sec-2» pasa a llamarse «Gravity»;
- «Prelude to Agony» pasa a llamarse «Pain», y
- «Xero Tolerance», «Kill You Tonight».

Este álbum comenzó con una tradición de Type O Negative de incluir covers estilizados y adaptados a su sonido; incluye uno de "Paranoid", de Black Sabbath (la canción, además, contiene el riff principal de otro tema de Black Sabbath, «Iron Man»), y el clásico «Hey Joe», de Billy Roberts, popularizado por Jimi Hendrix, adaptado por Peter Steele como «Hey Pete». Por otra parte, el tema «Kill You Tonight» incluye una parte en piano tomada de la célebre «A Day in the Life», de Los Beatles.
La portada original del álbum incluye un primer plano del esfínter anal del vocalista Peter Steele. Esta imagen fue cambiada para la reedición dos años después, a una versión verde y negra de la pintura de Michael Wolgemut La Danza de la Muerte. Otra obra de arte aparece entre las imágenes del CD: el famoso grabado de Alberto Durero Los Cuatro Jinetes del Apocalipsis.
El título del álbum es un juego de palabras, una referencia obvia a El origen de las especies, de Charles Darwin.

## Lista de canciones
(Todas las letras y música de Peter Steele, a menos que se indique lo contrario:)
1. «I Know You're Fucking Someone Else» – 15:02
2. «Are You Afraid» – 2:13
3. «Gravity» – 7:13
4. «Pain» – 4:41
5. «Kill You Tonight» – 2:17
6. «Hey Pete» («Hey Joe», de Billy Roberts) – 5:10
7. «Kill You Tonight» (reprise) – 7:08

Bonus track (en la reedición):
«Paranoid» (Ozzy Osbourne, Tony Iommi, Geezer Butler, Bill Ward) - 7:20

## Créditos
- Peter Steele: voz, bajo
- Kenny Hickey: guitarras, voz
- Josh Silver: teclados, coros
- Sal Abruscato: batería
- Johnny Kelly: batería (en «Paranoid»)